# Barbara Steffens

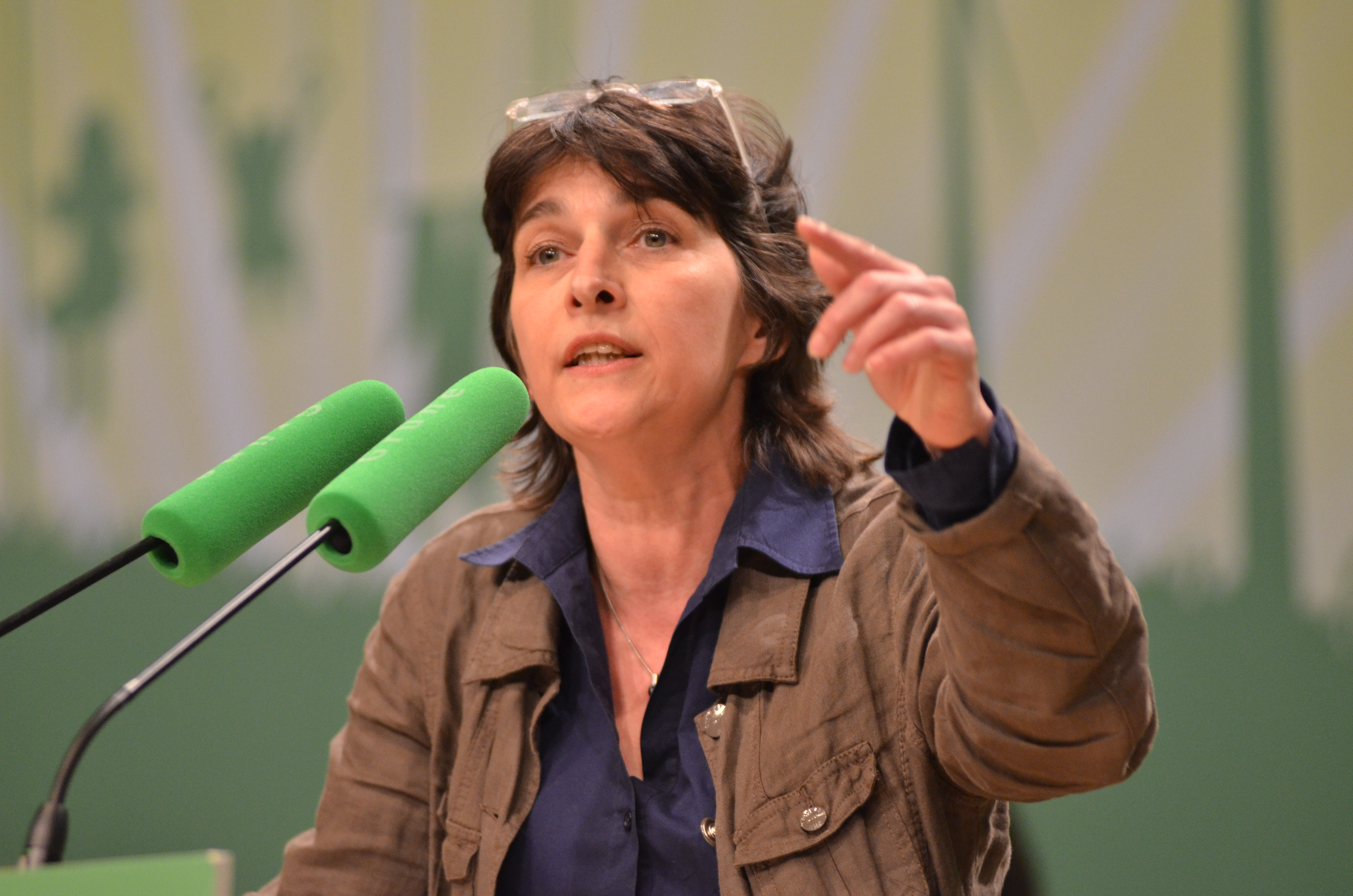
Barbara Steffens bei der Landesdelegiertenkonferenz der Grünen NRW in Essen, März 2012

Barbara Steffens (* 24. Januar 1962 in Düsseldorf) ist eine deutsche Politikerin (Bündnis 90/Die Grünen). Sie war von 2000 bis 2013 und erneut 2017 und 2018 Abgeordnete im Landtag Nordrhein-Westfalen. Vom 15. Juli 2010 bis zum 30. Juni 2017 amtierte Steffens als Ministerin für Gesundheit, Emanzipation, Pflege und Alter des Landes Nordrhein-Westfalen (Kabinett Kraft I, Kabinett Kraft II). Im Anschluss wechselte sie zum 1. Juli 2018 zur Techniker Krankenkasse als Leiterin der Landesvertretung Nordrhein-Westfalen.

## Leben

### Ausbildung
Nach dem Abitur 1981 nahm Barbara Steffens ein Studium der Kunstgeschichte, Politik, Afrikanistik und Romanistik in Trier und Köln auf, das sie für eine Ausbildung zur Biologisch-Technischen Assistentin abbrach. Die Ausbildung beendete sie erfolgreich im Jahr 1987. Danach nahm sie ein Chemiestudium in Köln und an der Fachhochschule Niederrhein auf, das sie ebenfalls ohne Abschluss beendete.

### Politische Laufbahn

#### Parteilaufbahn
Steffens gehört seit 1989 den Grünen an und ist Mitglied des Kreisverbandes in Mülheim an der Ruhr. Von 1992 bis 1994 war Steffens Politische Geschäftsführerin des Landesverbandes der Grünen NRW, 1994 bis 2000 Sprecherin des Landesvorstandes. In den Jahren von 1998 bis 2000 war sie Mitglied des Parteirates des Bundesverbandes der Grünen.

#### Öffentliche Ämter
Steffens war zwischen 2000 und 2013 Abgeordnete im Landtag Nordrhein-Westfalen. Am 15. März 2013 legte sie ihr Mandat nieder, woraufhin Ali Bas nachrückte.
Vom 15. Juli 2010 bis zum 30. Juni 2017 amtierte Steffens als Ministerin für Gesundheit, Emanzipation, Pflege und Alter des Landes Nordrhein-Westfalen (Kabinett Kraft I und Kraft II). Zwischen 2017 und 2018 war Steffens erneut Abgeordnete im Landtag Nordrhein-Westfalen. Am 11. Mai 2018 legte sie ihr Mandat nieder. Für sie rückte Stefan Engstfeld nach.
Am 1. Juli 2018 wechselte sie unter Beachtung der Karenzzeit als ehemalige Ministerin zur Techniker Krankenkasse NRW. Dort ist sie für Vertragsgestaltung, Lobby- und Öffentlichkeitsarbeit zuständig.
Bei der Kommunalwahl 2009 kandidierte Steffens für Bündnis 90/Die Grünen in ihrer Heimatstadt Mülheim an der Ruhr für das Amt der Oberbürgermeisterin. Sie erhielt 7,71 % der Stimmen.

### Sonstiges Engagement
Steffens gehört zu den zwölf Mitgliedern des Kuratoriums der Heinz-Kühn-Stiftung, die sich die Förderung von begabten Nachwuchsjournalisten zum Ziel gesetzt hat.
Sie ist Mitglied des Stiftungsrates der Deutschen AIDS-Stiftung und Mitglied der Gesellschafterversammlung des Herz- und Diabeteszentrum NRW.

### Privates
Steffens wurde zwei Mal geschieden und ist Mutter zweier Kinder. In zweiter Ehe war sie mit dem CDU-Politiker und ehemaligem Regierungspräsident in Arnsberg Helmut Diegel verheiratet.

### Auszeichnungen
- 2015: Ehrenring der Stadt Mülheim an der Ruhr

## Politische Positionen

### Berufschancen von Frauen
In einem Interview (August 2010) sagte Steffens, sie wolle für höhere Honorare für niedergelassene Ärzte in Nordrhein-Westfalen kämpfen und den Nichtraucherschutz stärken. Ferner fordert sie eine Frauenquote in Aufsichtsräten börsennotierter Unternehmen, da Frauen bei der Besetzung gehobener Posten einerseits noch immer benachteiligt, andererseits aber mit Problemen wie der globalen Finanzkrise ab 2007 besser fertig würden:

„Frauen können das besser. Wir hatten gerade eine Wirtschaftskrise. Von wem waren die führenden Posten besetzt? Das waren verdammt viele Männer. Und an diesen Posten, wo verdammt viele Männer gesessen haben und verdammt viel vor die Wand gefahren haben, hätte ich gerne mal im Vergleich dazu Frauen sitzen gesehen.“

### Gesundheitswesen
Des Weiteren setzt sich Steffens für die Homöopathie ein. Sie strebt hierbei insbesondere auch die Einführung an Hochschulen an. Der Vorsitzende der Liberalen Hochschulgruppen NRW warf der Landesregierung vor, mit der Ernennung von Steffens eine „Richtungsentscheidung zugunsten von Alternativmedizin und Esoterik“ getroffen zu haben, durch die „Hochschulen zunehmend zu Orten der Quacksalberei“ würden. Die GWUP wählte sie wegen ihres Einsatzes für alternativmedizinische Methoden im November 2014 in die engere Auswahl für den Negativpreis Goldenes Brett 2014.

### Forensiken
Barbara Steffens ordnete im Oktober 2012 den Neubau von fünf Forensischen Kliniken des Maßregelvollzugs in Nordrhein-Westfalen an. Diese sollen wohnortnah in den jeweiligen Landgerichtsbezirken der Eingewiesenen gebaut werden, um eine schnelle Resozialisierung der Patienten zu erreichen. Dabei ist laut ihrer Stellungnahme eine Bürgerbeteiligung der Anwohner der von ihr ausgesuchten Standorte oder eine Rücksichtnahme auf deren Befürchtungen und Ängste nicht vorgesehen.
Für den schnellen Bau der Kliniken stehen 240 Millionen Euro zur Verfügung. Gegen diese Pläne gab es öffentlichen Widerstand.